# Üzerlik
Üzerlik ist ein Dorf im Landkreis Denizli der gleichnamigen türkischen Provinz. Üzerlik liegt etwa 17 km nordwestlich der Provinzhauptstadt Denizli. Üzerlik hatte laut der letzten Volkszählung 274 Einwohner (Stand Ende Dezember 2010).